# Krka, Koroška (reka)
Krka (nemško Gurk) je 120 km dolga reka na avstrijskem Koroškem. Izvira pod gorsko skupino Krške Alpe (Gurktaler Alpen) in teče  po Krški dolini (Gurktal) skozi istoimenski kraj Krka proti vzhodu. Pod mestom Strassburg zavije proti jugu. V Krko se pri Mostiču (oz. pri Št. Janžu (St. Johann)) na Koroškem izliva rečica Krčica (nemško Görschitz). Tam tudi priteče na širše območje Celovškega polja, kjer teče v loku mimo Šentlovrenca pri Šenttomažu nad Celovcem. Na Celovškem polju je skupaj z »Jezernico« tvorila mejo med conama A in B v času med 1918–1920. Pri Grabštanju se kot levi pritok zliva v Dravo, to je približno na pol poti med Celovcem in Velikovcem.